# Нестерпні боси
Нестерпні боси (англ. Horrible Bosses) — голлівудська комедія 2011 року, режисера Сета Гордона. Сценарій фільму придбала студія New Line Cinema у Майкла Марковіца у 2005 році. 2010 року сценарій було переписано.
Світова прем'єра фільму відбулася у Лос-Анджелесі 30 червня 2011 року. Прем'єра в Україні — 8 серпня 2011. Фільм мав комерційний успіх. У перші вихідні після релізу фільм посів друге місце в американському бокс-офісі з касою у 28 мільйонів доларів США. Загальні збори картини станом на 7 жовтня 2011 складали $117 287 048 (56.0%) у США та Канаді і $92 100 000 (44.0%) у решті світу. Загальні збори по всьому світі станом на 9 жовтня складали $209 000 000. В Україні Нестерпні боси за перші вихідні після релізу зібрали $147 539 з 50 копій, посівши третє місце за результатами вихідних. В Україні збори склали $555 504.
Реліз на DVD та Blu-ray у США відбувся 11 жовтня 2011.
Загалом картина отримала позитивні відгуки, як критиків, так і глядачів.

## У ролях
| Актор             | Роль                                            |
| ----------------- | ----------------------------------------------- |
| Джейсон Бейтман   | Нік Гендрікс, друг Курта і Дейла                |
| Джейсон Судейкіс  | Курт Бакмен, друг Ніка і Дейла                  |
| Чарлі Дей         | Дейл Арбус, друг Ніка і Курта                   |
| Дженніфер Еністон | Джулія Гарріс, доктор, колишня начальниця Дейла |
| Кевін Спейсі      | Девід Гаркен, колишній начальник Ніка           |
| Джеймі Фокс       | Дін Джонс, злочинець                            |
| Колін Фаррелл     | Боббі Пеллітт                                   |
| Дональд Сазерленд | Джек Пеллітт                                    |
| Джулі Боуен       | Ронда, дружина Гаркена                          |
| Ліндсі Слоун      | Стейсі, наречена Дейла                          |
| Джон Френсіс Делі | Картер                                          |
| Йоан Гріффідд     | "Мокрушник"                                     |
| Боб Ньюгарт       | Лу Шерман                                       |
| Чад Коулмен       | бармен                                          |

## Сюжет
Фільм розповідає, як три друга вирішують вбити своїх босів, адже більше не можуть терпіти знущання з себе. Щоб не викликати підозру, вони домовляються, що кожен вб'є боса свого друга і замаскує це під нещасний випадок.

## Створення картини
Знімання картини почали 6 липня 2010 року та здебільшого воно відбувалося у Лос-Анджелесі та Глендейл, Каліфорнія, США. Фільм знімався на цифрову камеру Genesis.

## Український дубляж
Фільм дубльовано студією «Постмодерн» у 2011 році.
Перекладач: Олег Колесников
Режисер дубляжу: Анна Пащенко
 Координатор проєкту: Катерина Фуртас
 Ролі дублювали:
Андрій Твердак
 Михайло Войчук
 Юрій Кудрявець
 Катерина Сергеєва
 Григорій Герман
 Олег Лепенець
 Дмитро Гаврилов
 Борис Георгієвський